# Saint-Just (Hérault)
Pour les articles homonymes, voir Saint-Just (homonymie).
Saint-Just [sɛ̃ ʒyst] est une commune française située dans l'est du département de l'Hérault en région Occitanie.

## Géographie

### Localisation
Saint-Just est une commune périurbaine de l'Hérault jouxtant par le sud Lunel et située à 20 km à vol d'oiseau au nord-est de Montpellier, 52 km au sud d'Alès, 28 km au sud-ouest de Nîmes, 42 km à l'ouest d'Arles et à 11 km de La Grande-Motte et du littoral de la Méditerranée.
Elle se trouve dans l'aire d'attraction de Montpellier ainsi que dans la zone d'emploi dxe cette ville, et dans le bassin de vie comme dans l'Unité urbaine de Lunel

### Communes limitrophes
Les communes limitrophes sont  Lansargues, Lunel-Viel, Lunel et Saint-Nazaire-de-Pézan.

### Géologie et relief
La superficie de la commune est de 6,08 km2 ; son altitude varie de 2  à   9 mètres.

### Hydrographie

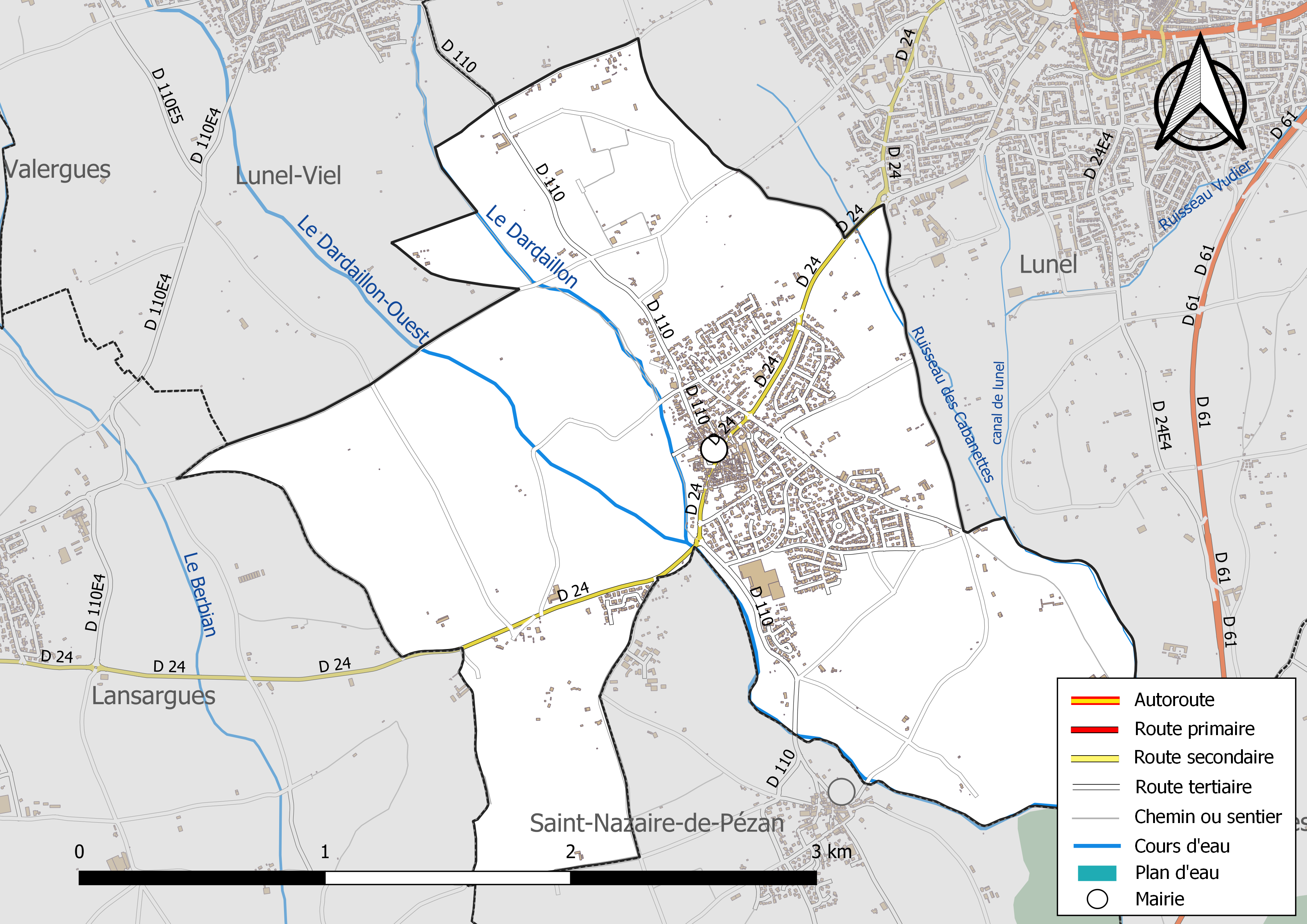
Carte hydrographique et des infrastructures de transport de la commune.

Le Ruisseau des Cabanettes est le principal cours d'eau de la commune.*
La commune est drainée par le Dardaillon, le Dardaillon-Ouest et par deux autres cours d'eau

### Climat
Pour des articles plus généraux, voir Climat de l'Occitanie et Climat de l'Hérault.
En 2010, le climat de la commune est de type climat méditerranéen franc, selon une étude s'appuyant sur une série de données couvrant la période 1971-2000. En 2020, Météo-France publie une typologie des climats de la France métropolitaine dans laquelle la commune est exposée à un climat méditerranéen et est dans la région climatique Provence, Languedoc-Roussillon, caractérisée par une pluviométrie faible en été, un très bon ensoleillement (2 600 h/an), un été chaud (21,5 °C), un air très sec en été, sec en toutes saisons, des vents forts (fréquence de 40 à 50 % de vents > 5 m/s) et peu de brouillards.
Pour la période 1971-2000, la température annuelle moyenne est de 14,5 °C, avec une amplitude thermique annuelle de 16,8 °C. Le cumul annuel moyen de précipitations est de 679 mm, avec 5,9 jours de précipitations en janvier et 2,3 jours en juillet. Pour la période 1991-2020, la température moyenne annuelle observée sur la station météorologique la plus proche, située sur la commune de Marsillargues à 5 km à vol d'oiseau, est de 15,0 °C et le cumul annuel moyen de précipitations est de 617,6 mm,. Pour l'avenir, les paramètres climatiques de la commune estimés pour 2050 selon différents scénarios d'émission de gaz à effet de serre sont consultables sur un site dédié publié par Météo-France en novembre 2022.

### Paysages
La commune une commune agricole dont vignes, vergers et autres cultures se dispersent dans un territoire encore marqué par le cadastre romain - le cami salinié (chemin du sel), qui traverse la partie nord du finage, en est un élément[réf. nécessaire].

### Milieux naturels et biodiversité

#### Réseau Natura 2000
La commune possède un patrimoine naturel remarquable : un site Natura 2000 (l'« étang de Mauguio ») et une zone naturelle d'intérêt écologique, faunistique et floristique.
Le réseau Natura 2000 est un réseau écologique européen de sites naturels d'intérêt écologique élaboré à partir des directives habitats et oiseaux, constitué de zones spéciales de conservation (ZSC) et de zones de protection spéciale (ZPS).
Un site Natura 2000 a été défini sur la commune au titre de la directive oiseaux,, mais aussi de la directive habitats, l'« étang de Mauguio » ou « étang de l'Or ». D'une superficie de 7 020 ha, cette lagune communique avec la mer par un grau qui relie le Sud-Ouest de l'étang au port de Carnon. L'étang est entouré par une gamme variée d'habitats naturels : un système dunaire, des milieux saumâtres à hyper salés sur les rives sud et est et des milieux saumâtres à doux influencés par l'eau douce sur les rives nord. Ce site présente une diversité des milieux et des conditions d'hygrométrie et de salinité, lui conférant un intérêt ornithologique remarquable.

#### Zones naturelles d'intérêt écologique, faunistique et floristique
L’inventaire des zones naturelles d'intérêt écologique, faunistique et floristique (ZNIEFF) a pour objectif de réaliser une couverture des zones les plus intéressantes sur le plan écologique, essentiellement dans la perspective d’améliorer la connaissance du patrimoine naturel national et de fournir aux différents décideurs un outil d’aide à la prise en compte de l’environnement dans l’aménagement du territoire.
Une ZNIEFF de type 1 est recensée sur la commune :
le « marais de Tartuguière et du Grès » (662 ha), couvrant 5 communes du département.

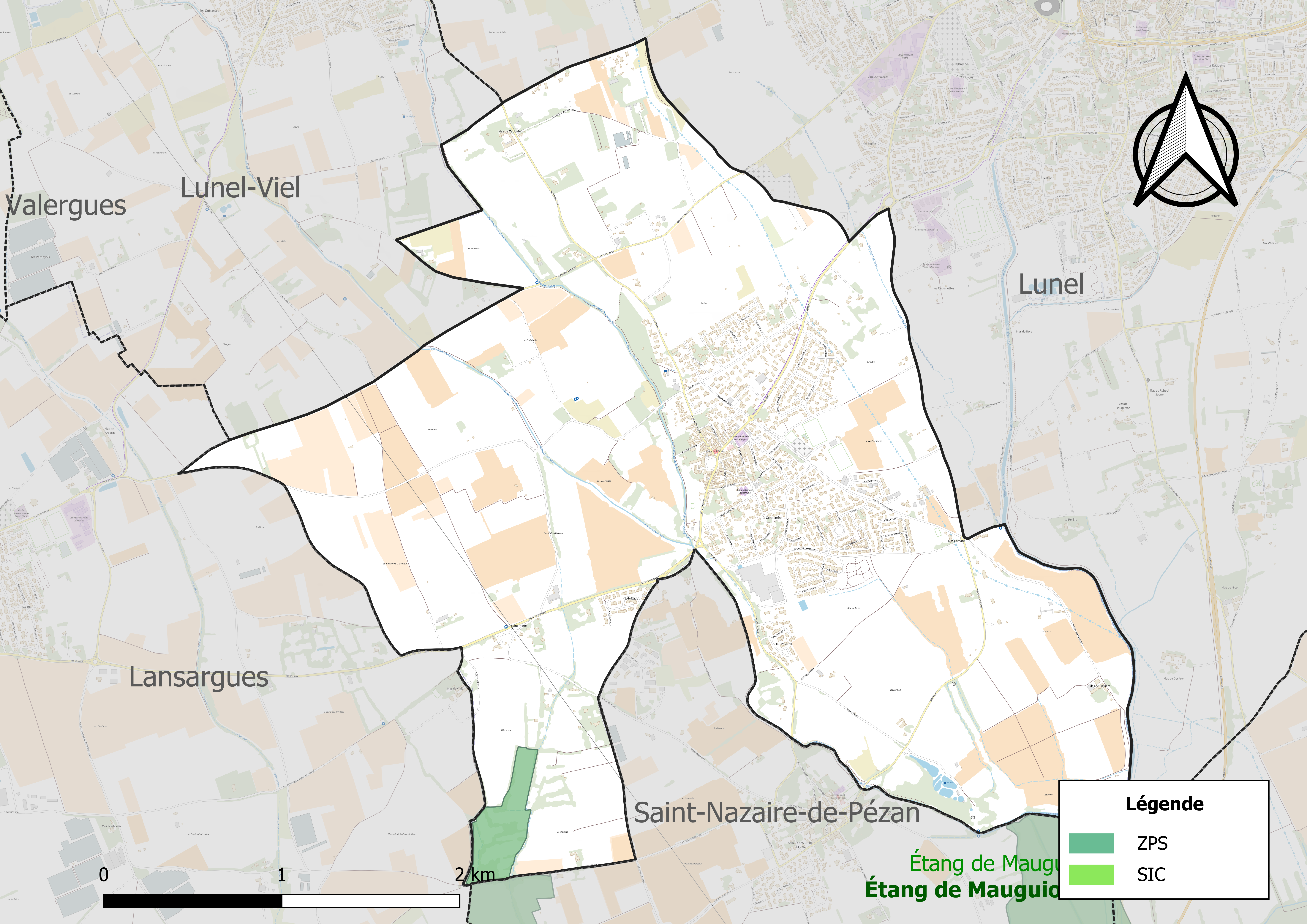
Sites Natura 2000 sur le territoire communal.
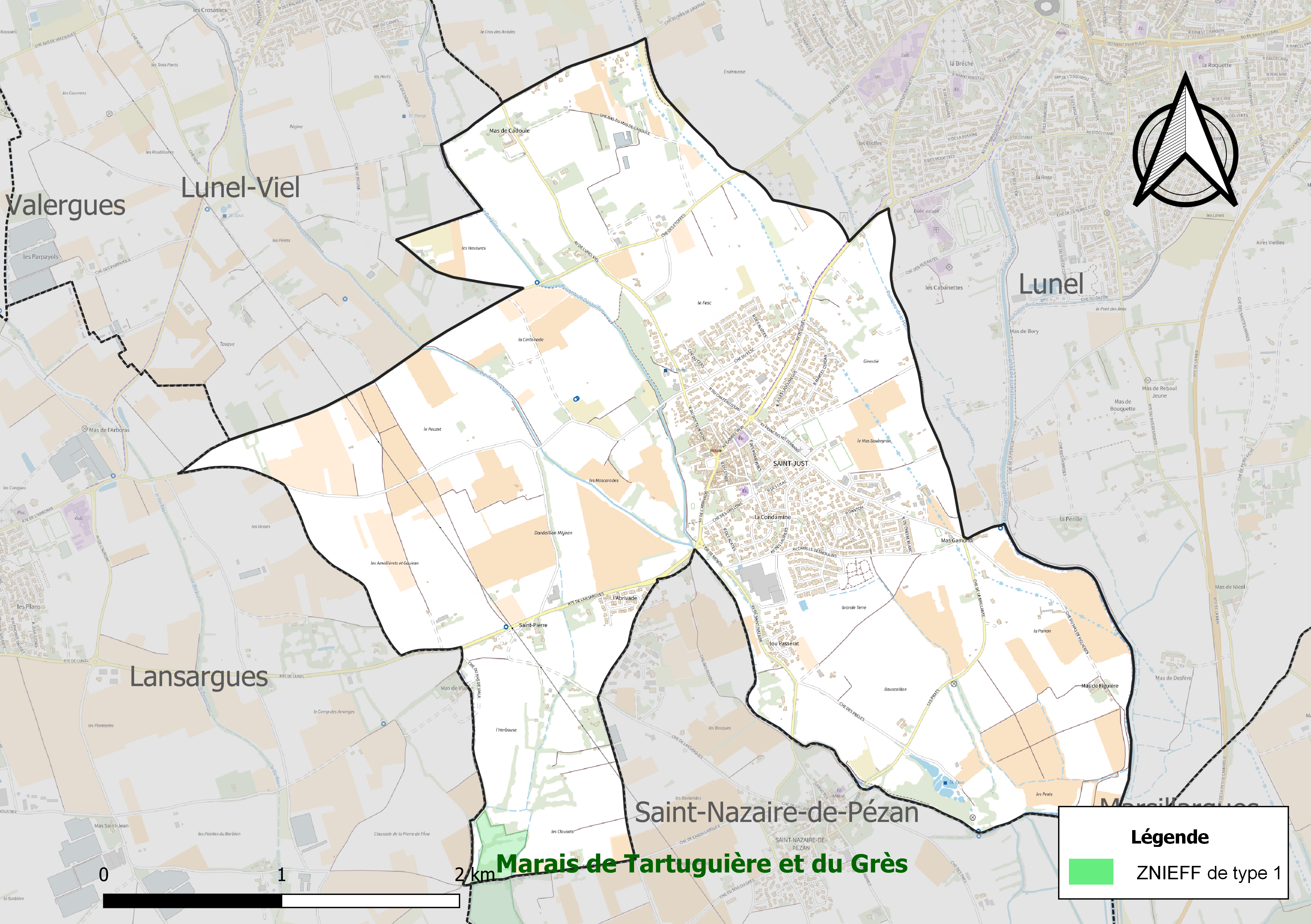
Carte de la ZNIEFF de type 1 localisée sur la commune.

## Urbanisme

### Typologie
Au 1er janvier 2024, Saint-Just est catégorisée ceinture urbaine, selon la nouvelle grille communale de densité à sept niveaux définie par l'Insee en 2022.
Elle appartient à l'unité urbaine de Lunel, une agglomération inter-départementale regroupant neuf  communes, dont elle est une commune de la banlieue,,. Par ailleurs la commune fait partie de l'aire d'attraction de Montpellier, dont elle est une commune de la couronne,. Cette aire, qui regroupe 161 communes, est catégorisée dans les aires de 700 000 habitants ou plus (hors Paris),.

### Occupation des sols

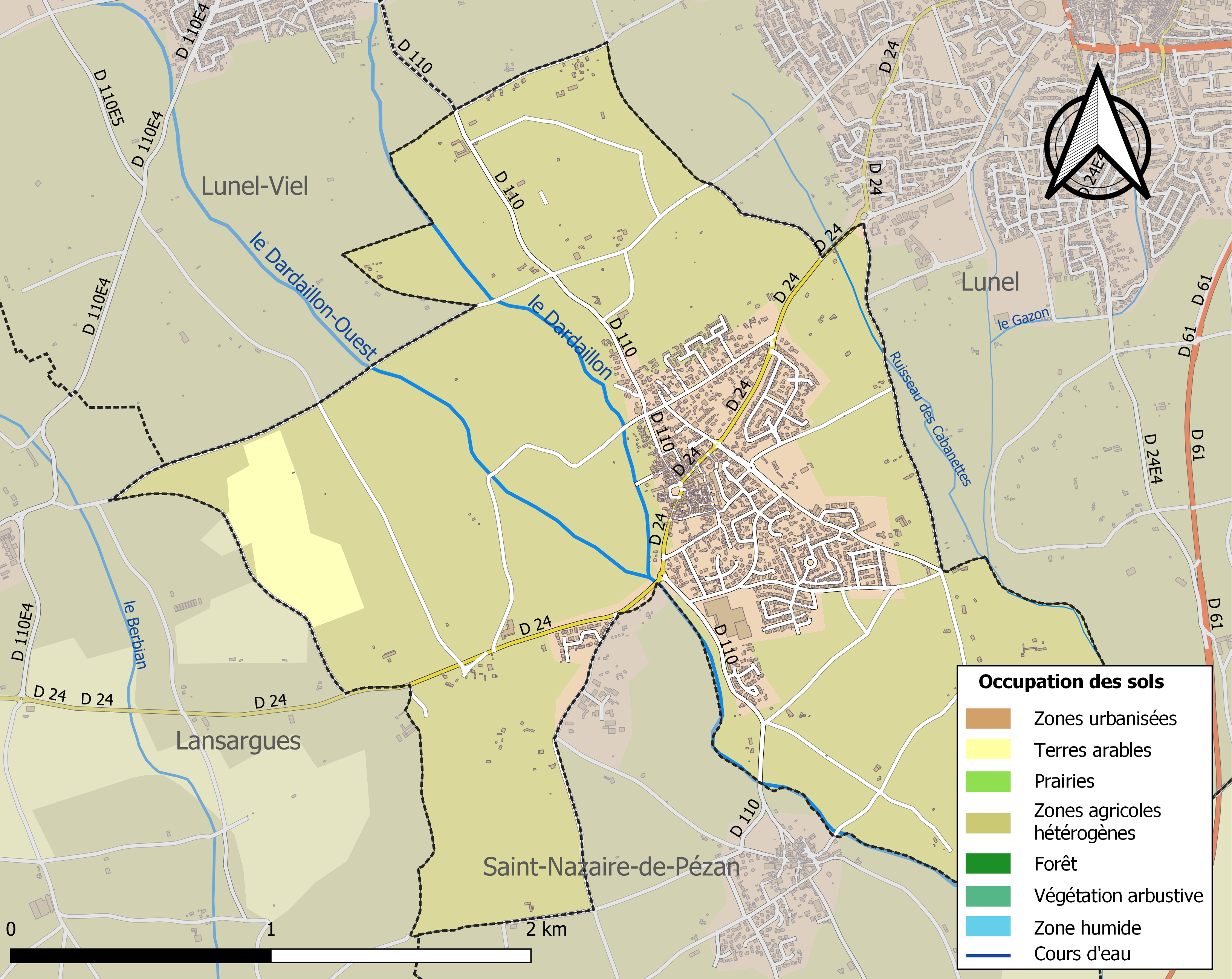
Carte des infrastructures et de l'occupation des sols de la commune en 2018 (CLC).

L'occupation des sols de la commune, telle qu'elle ressort de la base de données européenne d’occupation biophysique des sols Corine Land Cover (CLC), est marquée par l'importance des territoires agricoles (85,1 % en 2018), en diminution par rapport à 1990 (90 %). La répartition détaillée en 2018 est la suivante : 
zones agricoles hétérogènes (81,7 %), zones urbanisées (14,9 %), cultures permanentes (3,3 %). L'évolution de l’occupation des sols de la commune et de ses infrastructures peut être observée sur les différentes représentations cartographiques du territoire : la carte de Cassini (XVIIIe siècle), la carte d'état-major (1820-1866) et les cartes ou photos aériennes de l'IGN pour la période actuelle (1950 à aujourd'hui).

### Morphologie urbaine
Le centre ancien est entouré par plusieurs grands lotissements; cave coopérative, coopérative fruitière (Cofruidoc, 60 salariés). La commune n'avait que 580 hab. en 1975 et sa population a crû très vivement ensuite, passant par 1 600 hab. en 1990; le mouvement s'est toutefois ralenti, la commune ne gagnant que 120 hab. entre 1999 et 2005. Juste au sud, la commune de Saint-Nazaire-de-Pézan (540 habitants, 566 ha) s'avance dans la plaine submersible le long du canal de Lunel mais n'atteint pas l'étang de l'Or, dont la rive orientale appartient à Marsillargues.

### Habitat et logement
En 2021, le nombre total de logements dans la commune était de 1 396, alors qu'il était de 1 316 en 2016 et de 1 153 en 2011.
Parmi ces logements, 94,6 % étaient des résidences principales, 1,7 % des résidences secondaires et 3,7 % des logements vacants. Ces logements étaient pour 87,4 % d'entre eux des maisons individuelles et pour 12,5 % des appartements.
Le tableau ci-dessous présente la typologie des logements à Saint-Just en 2021 en comparaison avec celle de l'Hérault et de la France entière. Une caractéristique marquante du parc de logements est ainsi la faible proportion des résidences secondaires et logements occasionnels (1,7 %) par rapport au département (17,8 %) et à la France entière (9,7 %).
| Typologie                                               | Saint-Just | Hérault | France entière |
| ------------------------------------------------------- | ---------- | ------- | -------------- |
| Résidences principales (en %)                           | 94,6       | 75,2    | 82,2           |
| Résidences secondaires et logements occasionnels (en %) | 1,7        | 17,8    | 9,7            |
| Logements vacants (en %)                                | 3,7        | 7       | 8,1            |

### Risques majeurs
Le territoire de la commune de Saint-Just est vulnérable à différents aléas naturels : météorologiques (tempête, orage, neige, grand froid, canicule ou sécheresse), inondations et séisme (sismicité faible). Il est également exposé à un risque technologique,  le transport de matières dangereuses. Un site publié par le BRGM permet d'évaluer simplement et rapidement les risques d'un bien localisé soit par son adresse soit par le numéro de sa parcelle.

### Risques naturels et technologiques

#### Risques naturels
La commune fait partie du territoire à risques importants d'inondation (TRI) de Montpellier-Lunel-Maugio-Palavas, regroupant 49 communes du bassin de vie de Montpellier et s'étendant sur les départements de l'Hérault et du Gard, un des 31 TRI qui ont été arrêtés fin 2012 sur le bassin Rhône-Méditerranée, retenu au regard des risques de submersions marines et de débordements du Vistre, du Vidourle, du Lez et de la Mosson. Parmi les événements significatifs antérieurs à 2019 qui ont touché le territoire, peuvent être citées les crues de septembre 2002 et de septembre 2003 (Vidourle) et les tempêtes de novembre 1982 et décembre 1997 qui ont touché le littoral. Des cartes des surfaces inondables ont été établies pour trois scénarios : fréquent (crue de temps de retour de 10 ans à 30 ans), moyen (temps de retour de 100 ans à 300 ans) et extrême (temps de retour de l'ordre de 1 000 ans, qui met en défaut tout système de protection). La commune a été reconnue en état de catastrophe naturelle au titre des dommages causés par les inondations et coulées de boue survenues en 1982, 1994, 2003, 2007, 2009, 2014 et 2016,.
Saint-Just est exposée au risque de feu de forêt du fait de la présence sur son territoire. Un plan départemental de protection des forêts contre les incendies (PDPFCI) a été approuvé en juin 2013 et court jusqu'en 2022, où il doit être renouvelé. Les mesures individuelles de prévention contre les incendies sont précisées par deux arrêtés préfectoraux et s’appliquent dans les zones exposées aux incendies de forêt et à moins de 200 mètres de celles-ci. L’arrêté du 25 avril 2002 réglemente l'emploi du feu en interdisant notamment d’apporter du feu, de fumer et de jeter des mégots de cigarette dans les espaces sensibles et sur les voies qui les traversent sous peine de sanctions. L'arrêté du 11 mars 2013 rend le débroussaillement obligatoire, incombant au propriétaire ou ayant droit,.

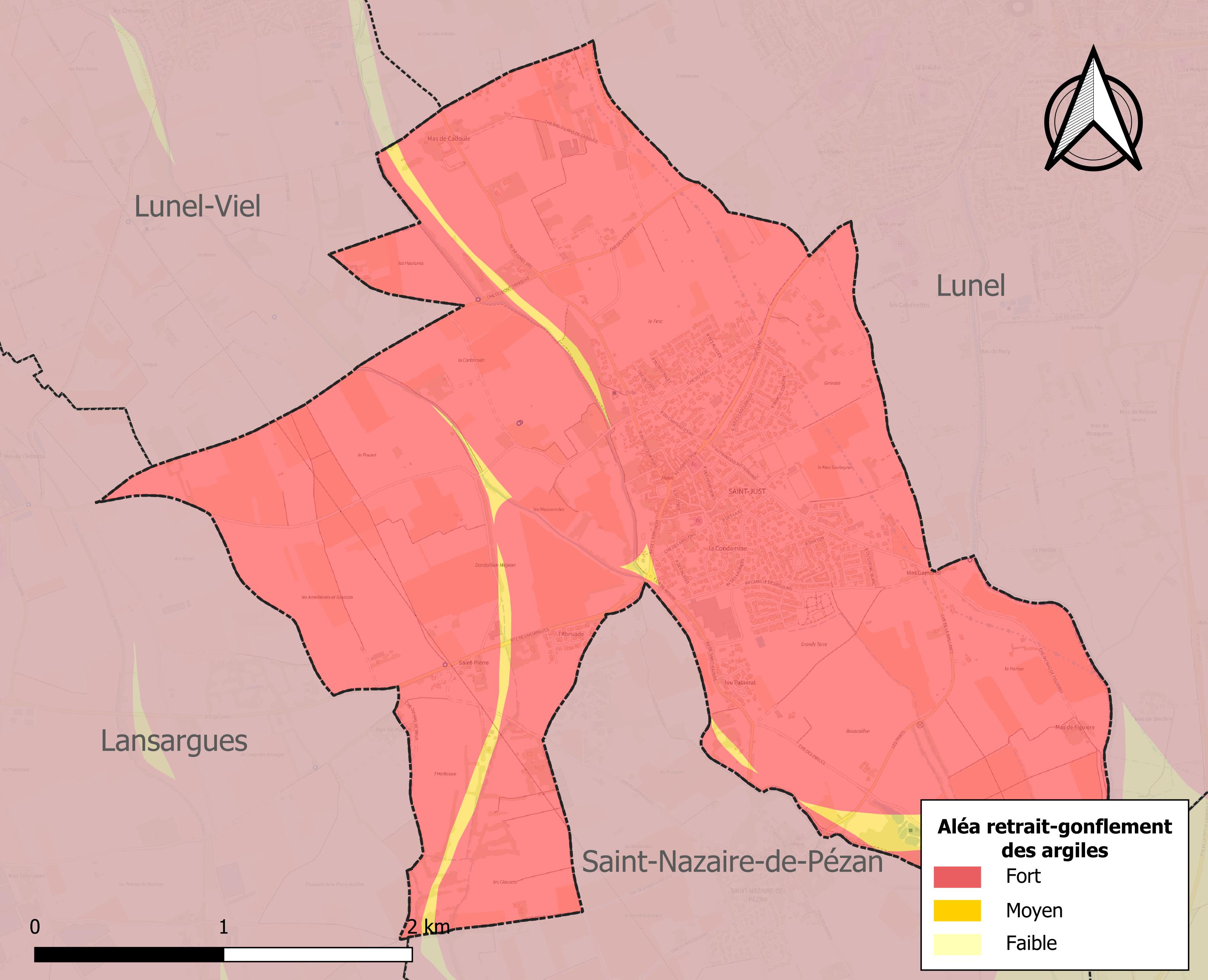
Carte des zones d'aléa retrait-gonflement des sols argileux de Saint-Just.

Le retrait-gonflement des sols argileux est susceptible d'engendrer des dommages importants aux bâtiments en cas d’alternance de périodes de sécheresse et de pluie. La totalité de la commune est en aléa moyen ou fort (59,3 % au niveau départemental et 48,5 % au niveau national). Sur les 1 182 bâtiments dénombrés sur la commune en 2019, 1 182 sont en aléa moyen ou fort, soit 100 %, à comparer aux 85 % au niveau départemental et 54 % au niveau national. Une cartographie de l'exposition du territoire national au retrait gonflement des sols argileux est disponible sur le site du BRGM,.
Par ailleurs, afin de mieux appréhender le risque d’affaissement de terrain, l'inventaire national des cavités souterraines permet de localiser celles situées sur la commune.

#### Risques technologiques
Le risque de transport de matières dangereuses sur la commune est lié à sa traversée par des infrastructures routières ou ferroviaires importantes ou la présence d'une canalisation de transport d'hydrocarbures. Un accident se produisant sur de telles infrastructures est susceptible d’avoir des effets graves sur les biens, les personnes ou l'environnement, selon la nature du matériau transporté. Des dispositions d’urbanisme peuvent être préconisées en conséquence.

## Histoire

### Moyen Âge
- en 1202, Raymond de Saint-Just cède au seigneur de Lunel certains droits de justice et de finance qu’il avait au marché de Lunel. En échange, il reçoit en fief et hommage, pour lui et les siens, le lieu de Saint-Just, avec les forteresses qui y sont, et toutes les justices des hommes et des femmes, excepté celles des procès qui surgiront au sujet du bétail ou qui auront lieu entre un étranger et un habitant de Saint-Just, lesquels procès devront être menés, agités et terminés par la Cour de Lunel. En outre, le suzerain promet au vassal de ne plus faire à l’avenir aucune levée de taille, de quêtes sur les habitants du fief concédé, se réservant toutefois les chevauchées et corvées nécessaires pour son château de Lunel, ainsi que le droit de pouvoir lui faire « Bien et Mal qui lui plaira ».
À Saint-Just, il ne reste des forteresses qu’un vieux mur avec les traces de deux portes romanes et de la Renaissance, rue Frédéric-Mistral, et le nom d’une ferme communément appelée « Le Château ». La superficie cadastrée est de 587 hectares environ, à laquelle il faut ajouter un territoire de marais. En effet, un acte en date du 6 mars 1214, atteste d’une donation faite au monastère d’Arboras, des marais s’étendant de l’Hournède à l’étang, par Gaucelin, seigneur de Lunel.
- Vers 1430, les sœurs du monastère d’Arboras, font don à leur tour des marais aux villages avoisinants. C’est ainsi que Saint-Just possède 43,50 hectares de ces marais.
- Vers 1883, il est procédé à la reconstruction du mazet communal de Portaïe, situé dans les marais, et qui était d’une grande utilité aux fermiers.

### Époque contemporaine

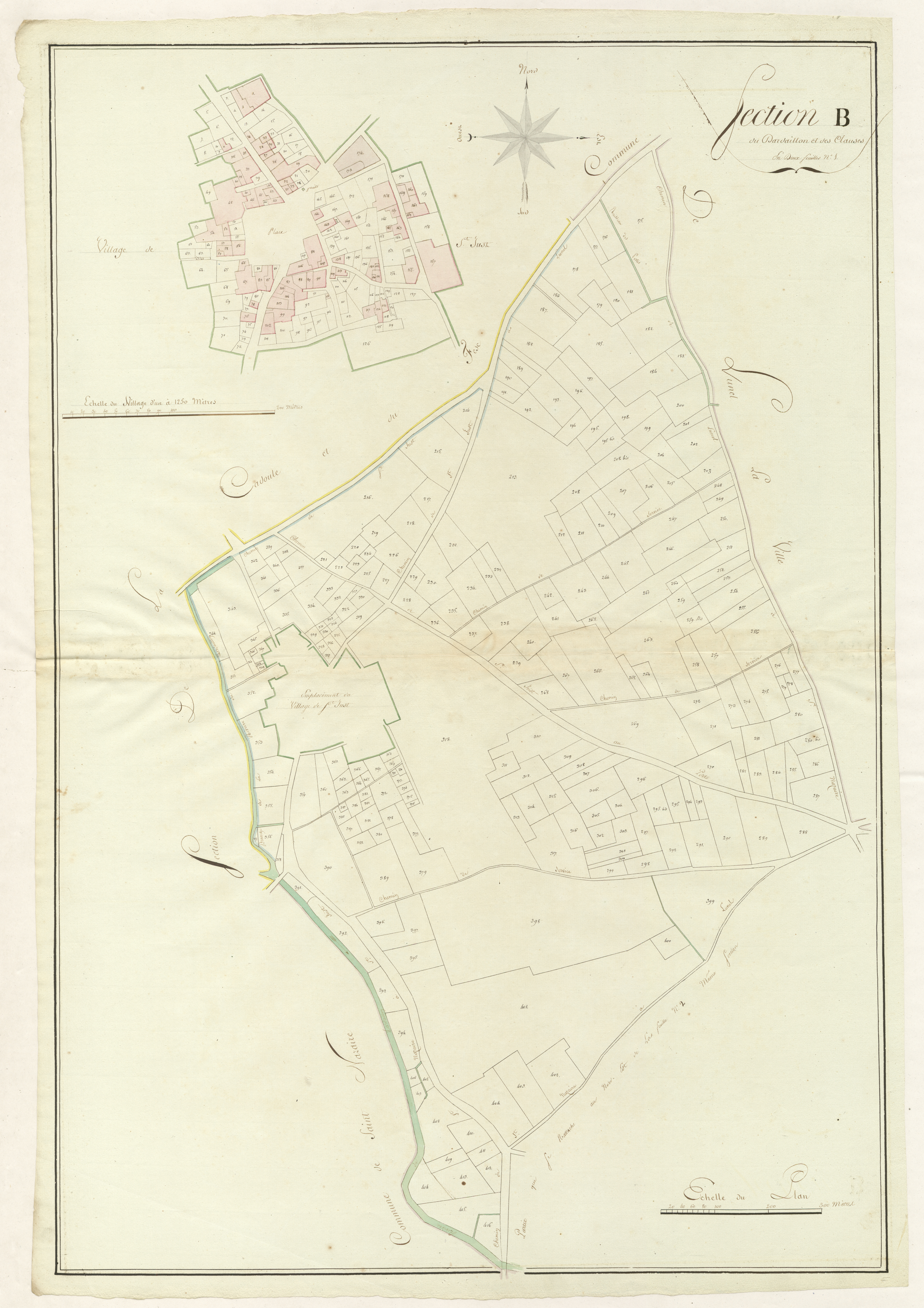
Plan cadastral napoléonien (1812).

- En 1891, on note déjà la présence de taureaux à Saint-Just pour la fête du village. Le bétail était fourni par le sieur Prosper Riey du Cailar.

Des traditions tauromachiques bien ancrées et qui se perpétuent chaque année, durant la fête locale qui a lieu à partir du premier dimanche d’août et les cinq ou six qui suivent. Pendant la fête, des journées à thème sont proposées : journée à l’ancienne, journée du taureau, journée du sport. Plusieurs déjeuners aux prés sont organisés afin de partager et de perpétuer la tradition camarguaise dans la convivialité.

### Saint-Pierre d’Obilion
Le site de Saint-Pierre d’Obilion se trouve sur la commune de Saint-Just, à 250 m à l’est de la limite communale avec Lansargues, près du Mas de Viala. D’après les écrits : « Le 3 avril 896, un certain Bernardus fait don aux chanoines de Nîmes de tout ce qu’il possède dans plusieurs domaines… ». Dans ce texte, Obilion ne possède pas le statut de ville, mais apparaît comme simple lieu-dit.
En juin, 1168, Obilion, est rattaché au diocèse de Maguelone. L’église d’Obilion était dédiée à saint Pierre. On peut considérer que ce lieu est le site historique et originel de Saint-Just.
Toujours d’après certains écrits, il semble que c’est en 1173 que les habitants des différents domaines agricoles, jusque-là dispersés (dont certains à Saint-Pierre d’Obilion), se regroupent et forment « Castum San Justi », qui signifie « Le château de Saint-Just ».
Un  document des archives nous permet de nous faire une idée sur les droits seigneuriaux et les mœurs de l’époque :

## Politique et administration

### Rattachements administratifs et électoraux

#### Rattachements administratifs
La commune se trouve dans l'arrondissement de Montpellier du département de l'Hérault.
Elle faisait partie depuis 1793 du canton de Lunel. Dans le cadre du redécoupage cantonal de 2014 en France, cette circonscription administrative territoriale a disparu, et le canton n'est plus qu'une circonscription électorale.

#### Rattachements électoraux
Pour les élections départementales, la commune fait partie depuis 2014 d'un nouveau canton de Lunel
Pour l'élection des députés, elle fait partie de la neuvième circonscription de l'Hérault.

### Intercommunalité
Saint-Just est membre de la communauté d'agglomération dénommée Lunel Agglo, un établissement public de coopération intercommunale (EPCI) à fiscalité propre créé en 2024 par transformation de la ommunauté de communes du Pays de Lunel et auquel la commune a transféré un certain nombre de ses compétences, dans les conditions déterminées par le code général des collectivités territoriales.

### Liste des maires
| Période       | Période                        | Identité          | Étiquette | Qualité                                                                                 |
| ------------- | ------------------------------ | ----------------- | --------- | --------------------------------------------------------------------------------------- |
| 1792          | 1795                           | Antoine Castan    |           |                                                                                         |
| 1795          | 1798                           | Louis Boulet      |           |                                                                                         |
| 1798          | 1808                           | Antoine Castan    |           |                                                                                         |
| 1808          | 1816                           | André Boulet      |           |                                                                                         |
| 1816          | 1826                           | Pierre Boulet     |           |                                                                                         |
| 1826          | 1832                           | Etienne Boulet    |           |                                                                                         |
| 1832          | 1838                           | Jacques Granier   |           |                                                                                         |
| 1838          | 1843                           | Jacques Heraud    |           |                                                                                         |
| 1843          | 1848                           | Pierre Manse      |           |                                                                                         |
| 1848          | 1848                           | Pierre Castan     |           |                                                                                         |
| 1848          | 1852                           | Antoine Castan    |           |                                                                                         |
| 1852          | 1855                           | Louis Lambremon   |           |                                                                                         |
| 1855          | 1865                           | Jean Raynaud      |           |                                                                                         |
| 1865          | 1867                           | André Blaquisse   |           |                                                                                         |
| 1867          | 1870                           | Simon Vidal       |           |                                                                                         |
| 1870          | 1874                           | Jacques Astruc    |           |                                                                                         |
| 1874          | 1876                           | Simon Vidal       |           |                                                                                         |
| 1876          | 1877                           | Jacques Astruc    |           |                                                                                         |
| 1877          | 1877                           | Simon Vidal       |           |                                                                                         |
| 1877          | 1878                           | Jacques Astruc    |           |                                                                                         |
| 1878          | 1879                           | André Castan      |           |                                                                                         |
| 1879          | 1887                           | Jacques Vidal     |           |                                                                                         |
| 1887          | 1888                           | Jean Alverny      |           |                                                                                         |
| 1888          | 1892                           | Honoré Salvet     |           |                                                                                         |
| 1892          | 1896                           | Jacques Astruc    |           |                                                                                         |
| 1896          | 1900                           | Pierre Euzeby     |           |                                                                                         |
| 1900          | 1904                           | Eugène Lafon      |           |                                                                                         |
| 1904          | 1905                           | Guillaume Euzeby  |           |                                                                                         |
| 1905          | 1910                           | Adrien Menteyne   |           |                                                                                         |
| 1910          | 1915                           | Pierre Lignon     |           |                                                                                         |
| 1915          | 1915                           | Charles Castan    |           | Adjoint qui remplace le Maire mobilisé                                                  |
| 1915          | 1917                           | Albert Sondart    |           | Conseiller Municipal faisant fonction de Maire                                          |
| 1917          | 1919                           | Charles Castan    |           | Adjoint qui remplace le Maire mobilisé                                                  |
| 1919          | 1919                           | Pierre Lignon     |           |                                                                                         |
| 1919          | 1944                           | Alphonse Arnaud   |           |                                                                                         |
| 1944          | 1947                           | Léonce Boulet     |           | Président du Comité local de Libération                                                 |
| 1947          | 1959                           | Fernand Peyronnet |           |                                                                                         |
| 1959          | 1971                           | Louis Mazauric    |           |                                                                                         |
| 1971          | mars 1983                      | René Valette,     | DVG       |                                                                                         |
| mars 1983     | novembre 2022                  | Hervé Dieulefes   | PS        | Retraité Vice-président de la CC du Pays de Lunel ( ? → 2022) Mort en fonction          |
| décembre 2022 | En cours (au 16 décembre 2022) | Yves Quesada      |           | Fonctionnaire de la police nationale Vice-président de la CC du Pays de Lunel (2022 → ) |

## Population et société
Les habitants sont appelés les Saint-Justois ou  Saint-Justoises.

### Démographie
L'évolution du nombre d'habitants est connue à travers les recensements de la population effectués dans la commune depuis 1793. Pour les communes de moins de 10 000 habitants, une enquête de recensement portant sur toute la population est réalisée tous les cinq ans, les populations de référence des années intermédiaires étant quant à elles estimées par interpolation ou extrapolation. Pour la commune, le premier recensement exhaustif entrant dans le cadre du nouveau dispositif a été réalisé en 2005.

En 2022, la commune comptait 3 290 habitants, en évolution de +1,89 % par rapport à 2016 (Hérault : +7,49 %, France hors Mayotte : +2,11 %).
| 1793 | 1800 | 1806 | 1821 | 1831 | 1836 | 1841 | 1846 | 1851 |
| ---- | ---- | ---- | ---- | ---- | ---- | ---- | ---- | ---- |
| 234  | 247  | 232  | 286  | 360  | 424  | 426  | 459  | 472  |

| 1856 | 1861 | 1866 | 1872 | 1876 | 1881 | 1886 | 1891 | 1896 |
| ---- | ---- | ---- | ---- | ---- | ---- | ---- | ---- | ---- |
| 450  | 480  | 522  | 518  | 486  | 474  | 451  | 480  | 500  |

| 1901 | 1906 | 1911 | 1921 | 1926 | 1931 | 1936 | 1946 | 1954 |
| ---- | ---- | ---- | ---- | ---- | ---- | ---- | ---- | ---- |
| 508  | 535  | 530  | 568  | 571  | 591  | 538  | 440  | 456  |

| 1962 | 1968 | 1975 | 1982  | 1990  | 1999  | 2005  | 2006  | 2010  |
| ---- | ---- | ---- | ----- | ----- | ----- | ----- | ----- | ----- |
| 511  | 544  | 581  | 1 034 | 1 568 | 2 493 | 2 610 | 2 636 | 2 851 |

| 2015  | 2020  | 2022  | - | - | - | - | - | - |
| ----- | ----- | ----- | - | - | - | - | - | - |
| 3 153 | 3 290 | 3 290 | - | - | - | - | - | - |

Saint-Just est une commune urbaine qui a  connu une forte hausse de la population depuis 1962.

### Manifestations culturelles et festivités
- Fête votive, créée au XIXe siècle[28].

## Économie

### Revenus
En 2018, la commune compte 1 252 ménages fiscaux, regroupant 3 253 personnes. La médiane du revenu disponible par unité de consommation est de 22 430 € (20 330 € dans le département). 52 % des ménages fiscaux sont imposés (45,8 % dans le département).

### Emploi
|                | 2008   | 2013   | 2018  |
| -------------- | ------ | ------ | ----- |
| Commune        | 9,4 %  | 9,7 %  | 7,6 % |
| Département    | 10,1 % | 11,9 % | 12 %  |
| France entière | 8,3 %  | 10 %   | 10 %  |

En 2018, la population âgée de 15 à 64 ans s'élève à 2 080 personnes, parmi lesquelles on compte 79,5 % d'actifs (71,9 % ayant un emploi et 7,6 % de chômeurs) et 20,5 % d'inactifs,. En  2018, le taux de chômage communal (au sens du recensement) des 15-64 ans est inférieur à celui de la France et du département, alors qu'en 2008 il était supérieur à celui de la France.
La commune fait partie de la couronne de l'aire d'attraction de Montpellier, du fait qu'au moins 15 % des actifs travaillent dans le pôle,. Elle compte 466 emplois en 2018, contre 462 en 2013 et 458 en 2008. Le nombre d'actifs ayant un emploi résidant dans la commune est de 1 522, soit un indicateur de concentration d'emploi de 30,6 % et un taux d'activité parmi les 15 ans ou plus de 65,2 %.
Sur ces 1 522 actifs de 15 ans ou plus ayant un emploi, 232 travaillent dans la commune, soit 15 % des habitants. Pour se rendre au travail, 86,8 % des habitants utilisent un véhicule personnel ou de fonction à quatre roues, 3,5 % les transports en commun, 5,7 % s'y rendent en deux-roues, à vélo ou à pied et 4,1 % n'ont pas besoin de transport (travail au domicile).

### Activités hors agriculture

#### Secteurs d'activités
242 établissements sont implantés  à Saint-Just au 31 décembre 2019. Le tableau ci-dessous en détaille le nombre par secteur d'activité et compare les ratios avec ceux du département,.
| Secteur d'activité                                                                                        | Commune | Commune | Département |
| Secteur d'activité                                                                                        | Nombre  | %       | %           |
| --- | ------- | ------- | ----------- |
| Ensemble                                                                                                  | 242     | 100 %   | (100 %)     |
| Industrie manufacturière, industries extractives et autres                                                | 13      | 5,4 %   | (6,7 %)     |
| Construction                                                                                              | 41      | 16,9 %  | (14,1 %)    |
| Commerce de gros et de détail, transports, hébergement et restauration                                    | 59      | 24,4 %  | (28 %)      |
| Information et communication                                                                              | 8       | 3,3 %   | (3,3 %)     |
| Activités financières et d'assurance                                                                      | 4       | 1,7 %   | (3,2 %)     |
| Activités immobilières                                                                                    | 15      | 6,2 %   | (5,3 %)     |
| Activités spécialisées, scientifiques et techniques et activités de services administratifs et de soutien | 43      | 17,8 %  | (17,1 %)    |
| Administration publique, enseignement, santé humaine et action sociale                                    | 33      | 13,6 %  | (14,2 %)    |
| Autres activités de services                                                                              | 26      | 10,7 %  | (8,1 %)     |

Le secteur du commerce de gros et de détail, des transports, de l'hébergement et de la restauration est prépondérant sur la commune puisqu'il représente 24,4 % du nombre total d'établissements de la commune (59 sur les 242 entreprises implantées  à Saint-Just), contre 28 % au niveau départemental.

#### Entreprises et commerces
Les cinq entreprises ayant leur siège social sur le territoire communal qui génèrent le plus de chiffre d'affaires en 2020 sont : 
- Cofruid'oc Mediterranee, commerce de gros (commerce interentreprises) de fruits et légumes (31 473 k€)
- Symbiotik SAS, édition de revues et périodiques (483 k€)
- Charpente Couverture Bardage Fesquet & Banos - CCB - Fb., travaux de charpente (227 k€)
- Cadoule Entretien Et Renovation, autres travaux de finition (123 k€)
- JR Distribution, location de terrains et d'autres biens immobiliers (47 k€)

### Agriculture
La commune est dans la « Plaine viticole », une petite région agricole occupant la bande côtière du département de l'Hérault. En 2020, l'orientation technico-économique de l'agriculture  sur la commune est la culture de fruits ou d'autres cultures permanentes.
|               | 1988 | 2000 | 2010 | 2020 |
| ------------- | ---- | ---- | ---- | ---- |
| Exploitations | 49   | 30   | 14   | 18   |
| SAU (ha)      | 444  | 508  | 310  | 214  |

Le nombre d'exploitations agricoles en activité et ayant leur siège dans la commune est passé de 49 lors du recensement agricole de 1988  à 30 en 2000 puis à 14 en 2010 et enfin à 18 en 2020, soit une baisse de 63 % en 32 ans. Le même mouvement est observé à l'échelle du département qui a perdu pendant cette période 67 % de ses exploitations,. La surface agricole utilisée sur la commune a également diminué, passant de 444 ha en 1988 à 214 ha en 2020. Parallèlement la surface agricole utilisée moyenne par exploitation a augmenté, passant de 9 à 12 ha.

## Culture locale et patrimoine

### Lieux et monuments
- Église Sainte-Agathe de Saint-Just.
- Église Saints-Just-et-Pasteur de Saint-Just.
- Église Notre-Dame du Lac de Saint-Just.

### Personnalités liées à la commune
- Manuel Amoros (1962- ), ancien recordman de sélections de l'équipe de France de football, a vécu son enfance à Saint-Just et a porté les couleurs du club local en catégories de jeunes avant de partir chez le voisin, le Gallia Club Lunel, puis à l'AS Monaco en 1977.

### Héraldique
| Blason de Saint-Just (Hérault) | Blason  | Parti : au premier d'or aux lettres capitales de sable ST, J, U, S, T, rangées en pal, au second de sinople à la croix cléchée, pommetée d'or et remplie de gueules, posée dans le canton senestre de la pointe ; à saint Just de carnation habillé d'une tunique de gueules et tenant dans sa senestre une palme d'argent, brochant sur la partition. |
| Blason de Saint-Just (Hérault) | Détails | Le statut officiel du blason reste à déterminer. |

## Pour approfondir

### Fonds d'archives
- Fonds : Archives communales de Saint-Just (1614-1617) [0,1 ml].  Cote : 272 EDT. Montpellier : Archives départementales de l'Hérault (présentation en ligne).